# Kłoda (województwo lubelskie)
Kłoda (dawniej: Krupa) – wieś w Polsce położona w województwie lubelskim, w powiecie puławskim, w gminie Kurów.
Wieś szlachecka położona była w drugiej połowie XVI wieku w powiecie lubelskim województwa lubelskiego. W latach 1954–1959 wieś należała i była siedzibą władz gromady Kłoda, po jej zniesieniu w gromadzie Markuszów. W latach 1975–1998 miejscowość administracyjnie należała do ówczesnego województwa lubelskiego.
Wieś stanowi sołectwo gminy Kurów. Według Narodowego Spisu Powszechnego z roku 2011 wieś liczyła  mieszkańców.
Przysiółkiem wsi jest Mała Kłoda położona w lokalizacji geograficznej 51°24′37″N 22°12′23″E/51,410278 22,206389.
W Kłodzie urodził się Bolesław Jóźwicki - nauczyciel, malarz i działacz niepodległościowy.